# Micrathena spitzi
Micrathena spitzi là một loài nhện trong họ Araneidae.
Loài này thuộc chi Micrathena. Micrathena spitzi được Cândido Firmino de Mello-Leitão miêu tả năm 1932.